# セレコーポレーション
株式会社セレコーポレーションは、東京都中央区に本社を置き「未来を担う若者たちのアパート専門メーカー」を標榜する建築会社である。

## 概要
土地有効活用のコンサルティング、自社開発物件から賃貸経営までワンストップで行うビジネスを強みとする「アパート専門メーカー」である。
東京圏・若者・鉄骨造アパートに絞り込み、圧倒的シェアを誇るニッチトップ企業を目指している。空間設計に強みを持ち、書斎付きのワンルーム賃貸『Fusion Type(フュージョンタイプ)』が人気を博す。

## 会社説明
企業理念に「子どもたちの 子どもたちの 子どもたちへ」を掲げており「日本の、そして地球のよりよい未来をつくるために、この国の豊かさをつくりだした先人たちに敬意を表し、感謝の気持ちを抱きながら、この豊かさがよりいっそう広がる未来を描くこと。そのために社会に貢献する永続企業でなければならない」と考えている。
事業目的は「ゲストに最高の笑顔と感動を届け続ける」「社員一人ひとりの幸せの総和が企業価値」とし、持続可能な安定的成長を経営方針としている。企業理念や事業目的の理解・浸透を図り、社員一人ひとりの日常業務に紐づけ、リスクの高い性急な成長路線を志向したり、いたずらに規模を追ったりすることではなく、身の丈に合った堅実経営を貫き永続企業を目指している。

### シンボルマーク
同社のコーポレートシンボルマークは、『「人」は一人より二人、二人より三人と寄り添い協調し、協力し合うことによりその「財」をきらめかせることができる』という考えの下、新しい価値を生み出す人財と人財の融合を象徴している。メインカラーのブルーは、雲ひとつなく澄み渡る晴天の色であり、天を指し示し常にチャレンジを忘れず飛躍を目指す姿を示したフォルムと共に、無限の未来や可能性を象徴している。

### 株式
2024年2月期第2四半期末時点の本社所在地は東京都中央区、資産合計は22,918百万円、資本金は447百万円、自己資本比率は83.7%、発行済株式数は3,491,900株（自己株式24,864株含む）である。

## 沿革
同社は、2002年12月ニツセキハウス工業(株)より、工業化住宅等の首都圏の営業権及び福岡工場を譲り受け、建築請負事業を開始した。2006年9月、賃貸経営事業の元となる(株)デ・リードと共同株式移転方式により持株会社を設立し、その後2009年1月に吸収合併した。2011年12月にはセレレントパートナーズ（現 連結子会社）を設立し、賃貸保証事業を開始した。2013年1月には、来店型営業へのシフトに当たり、顧客がわかりやすく利便性の高い立地として、本社を現在の東京都中央区京橋に移転した。2020年10月の千葉工場本格稼働による福岡工場閉鎖、2021年12月の中国子会社の売却により、経営資源を東京圏に集中した。
2021年3月にアメーバ経営の本格運用を開始し、経営判断の迅速化と事業別損益の明確化を目的に機能別から事業別へ組織変更を実施した。2022年3月に東京証券取引所第2部に上場し、同年4月の同市場区分見直しに伴いスタンダード市場へ移行した。また、同年11月には、千葉工場にて品質マネジメントシステムの国際規格「ISO9001」の認証を取得した。
2023年5月には取締役であった山口貴載氏が常務執行役員から社長執行役員最高執行責任者として、新たに代表取締役に就任した。また、組織体制において、事業部制を発展的に解消し機能別に見直しを実施し、新たに6つの本部体制とした。取締役（役付執行役員）は各事業の執行から永続企業のための改革推進を担い、執行役員が各本部の責任者（本部長）として業務執行にあたることで、経営と執行を分離しガバナンスの強化を図る。